# Red Wing
Red Wing é uma cidade localizada no estado americano de Minnesota, no Condado de Goodhue.

## Demografia
Segundo o censo americano de 2000, a sua população era de 16.116 habitantes.
Em 2006, foi estimada uma população de 15.754, um decréscimo de 362 (-2.2%).

## Geografia
De acordo com o United States Census Bureau tem uma área de
107,2 km², dos quais 91,7 km² cobertos por terra e 15,5 km² cobertos por água. Red Wing localiza-se a aproximadamente 226 m acima do nível do mar.

## Localidades na vizinhança
O diagrama seguinte representa as localidades num raio de 24 km ao redor de Red Wing.